# 1974 aux échecs
| Années des échecs : 1971 - 1972 - 1973 - 1974 - 1975 - 1976 - 1977    |
| Décennies des échecs : 1940 - 1950 - 1960 - 1970 - 1980 - 1990 - 2000 |

Cet article présente les faits marquants de l'année 1974 aux échecs.

## Événements majeurs
- Anatoli Karpov remporte le tournoi des candidats en battant successivement Lev Polougaïevski, Boris Spassky et Viktor Kortchnoï.
- L'Olympiade d'échecs de 1974 est organisée du 6 au 30 juin 1974 par la FIDE à Nice.

## Championnats nationaux
- Albanie : Fatos Muço[1]

- Argentine : Raúl Sanguineti remporte le championnat[2],[3]. Chez les femmes, Julia Arias s’impose.
- Autriche : Pas de championnat[4]. Chez les femmes, Gertrude Schoisswohl s’impose[5].
- Belgique : Jean Moeyersoens remporte le championnat[6]. Chez les femmes, pas de championnat [7].
- Birmanie : Kyaw Than[8] (première édition du championnat)
- Brésil : Marcio Miranda et Alexandru Segal remportent le championnat[9]. Pas de championnat féminin cette année.
- Canada : Pas de championnat[10].
- Chine :  Chen De remporte le championnat[11].
- Écosse : Roddy McKay remporte le championnat[12].
- Espagne : Juan Manuel Bellón López remporte le championnat[13]. Chez les femmes, c’est Pepita Ferrer qui s’impose[14].
- États-Unis : Walter Browne remporte le championnat[15]. Chez les femmes, Mona May Karff s’impose[16].
- Finlande: Pertti Kalervo Poutiainen remporte le championnat[17].
- France : Jean-Claude Letzelter remporte le championnat [18]. Chez les femmes, pas de championnat[19].
- Inde : Pas de championnat[20].
- Iran : Mehrshad Sharif remporte le championnat[21].

- Pays-Bas : Jan Timman remporte le championnat [22]. Chez les femmes, c’est Katy van der Mije qui s’impose.
- Pologne : Włodzimierz Schmidt remporte le championnat[23].
- Royaume-Uni : George Botterill remporte le championnat[24], après un tournoi de départage.

- Suisse : André Lombard remporte le championnat [25]. Chez les dames, c’est Trudy André qui s’impose[26].
- RSS d'Ukraine : Lev Alburt remporte le championnat[27],[28], dans le cadre de l’U.R.S.S.. Chez les femmes, Lydia Mulenko s’impose[29].
- République fédérative socialiste de Yougoslavie : Milan Vukic remporte le championnat[30],[31]. Chez les femmes, Katarina Jovanović s’impose.

## Naissances
- Boris Chatalbashev (30 janvier)
- Gata Kamsky
- Svetlana Petrenko (27 mai), multiple championne de Moldavie féminine et aussi mixte.
- Sergueï Roublevski
- Matthew Sadler

## Nécrologie
- En 1974 : Traian Ichim (en), Eric Jonsson (en), Alfred Christensen (en)
- 19 janvier : Abram Khavin (en)
- 15 février : Conel Hugh O'Donel Alexander
- 6 mars : Eugenio Szabados (en)
- 1er avril : Maurice Raizman
- 2 avril : Josef Lokvenc
- 19 avril : Yury Toshev (en)
- 20 avril : Guðmundur Guðmundsson (en)
- 27 mai : Gottlieb Machate (en)
- 3 juin : Rachid Nejmetdinov
- 5 juillet : Henri Grob
- 29 juillet : Georg Klaus
- 30 août : Eino Heilimo (en)
- 23 octobre : Freysteinn Thorbergsson (en)
- 25 octobre : Leon Stolzenberg (en)
- 26 octobre : Werner Golz (en)
- 19 novembre : William Rivier (en)
- 31 décembre : Vernon Rylands Parton